# Pansartrupperna

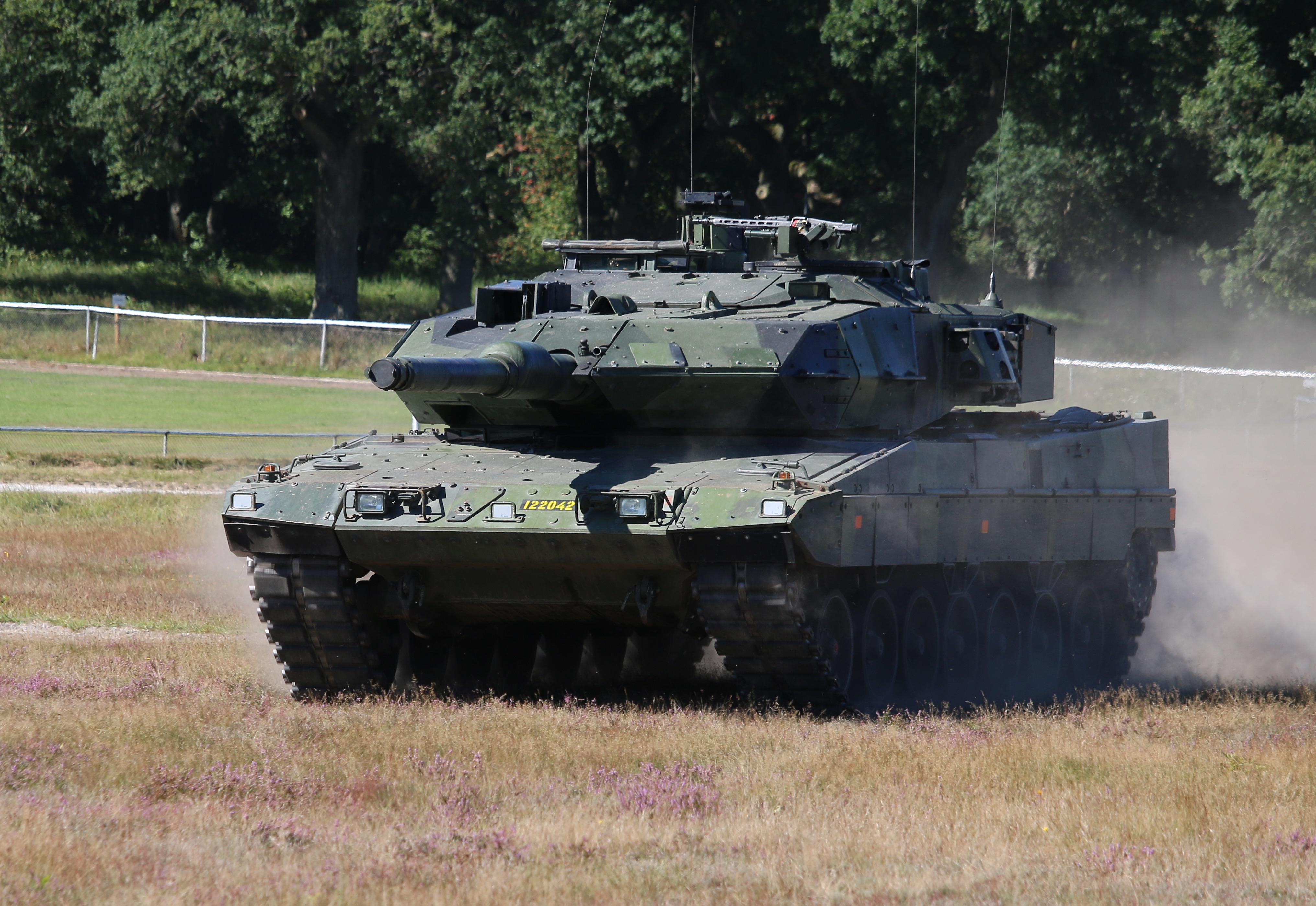
Stridsvagn 122

Pansartrupperna (P) bildades som eget truppslag inom den svenska armén den 1 oktober 1942. Pansartrupperna har som uppgift att organisera och utbilda mekaniserade förband för insatsorganisationen. I pansartrupperna ingår sedan 2018, Norrbottens regemente (I 19), Skaraborgs regemente (P 4), Södra skånska regementet (P 7) samt Gotlands regemente (P 18).

## Historia
I Sveriges anskaffades efter första världskriget ett mindre antal stridsvagnar. Utbildningen med dessa var förlagd till Svea livgarde (I 1). Jämlikt 1925 års försvarsordning organiserades en stridsvagnsbataljon, som var förlagd till Göta livgarde (I 2). Jämlikt 1936 års försvarsordning organiserades en stridsvagnsbataljon vid vardera Södermanlands infanteriregemente (I 10) och Skaraborgs infanteriregemente (I 9). Enligt 1942 års försvarsbeslut organiserades pansartrupperna i fred som ett självständigt truppslag på fyra pansarregementen (Göta pansarlivgarde, Skånska pansarregementet, Södermanlands pansarregemente och Skaraborgs pansarregemente). De svenska pansartrupperna organiserades i krig i pansarbrigader, bestående av bland annat en stridsvagn- och två pansarskyttebataljoner samt en artilleribataljon.

## Pansarinspektörer
Pansarinspektören var åren 1991–1997 chef för Arméns pansarcentrum. Åren 1995–1997 hade pansartrupperna gemensam truppslagsinspektör med infanteriet och kavalleriet, vilken titulerades brigadinspektör och var chef för Arméns brigadcentrum. Från 1998 utgick befattningen truppslagsinspektör för istället samla alla truppslag inom armén under en gemensam arméinspektör.

- 1942–1945: Överste Pehr Janse
- 1945–1946: Överste Gunnar Berggren
- 1946–1956: Överste Birger Pontén
- 1956–1957: Överste Gustav Åkerman
- 1957–1960: Överste Malcolm Murray
- 1960–1963: Överste Tage Olihn
- 1963–1967: Överste Per-Hjalmar Bauer
- 1967–1976: Överste Hugo Cederschiöld
- 1976–1980: Överste 1 Per Björkman
- 1980–1983: Överste 1 Björn Zickerman
- 1983–1985: Överste 1 Curt Hasselgren
- 1985–1990: Överste 1 Håkan Waernulf
- 1990–1993: Överste 1 Stig Edgren
- 1993–1997: Överste 1 Alf Sandqvist [c]